# Chris Soumokil
Chris Soumokil (wł. Christiaan Robbert Steven Soumokil; ur. 13 października 1905 w Surabai, zm. 12 kwietnia 1966 na wyspie Obi) – drugi prezydent samozwańczej Republiki Południowych Moluków (1950–1966). Jego następcą był Johan Manusama.
Studiował prawo na Uniwersytecie w Lejdzie.
W 1966 roku został stracony.